# Vuurvleugelspecht
De vuurvleugelspecht (Picus puniceus) is een vogelsoort uit het geslacht Picus van de familie van de spechten (de Picidae).

## Kenmerken
De soort is een middelgrote soort specht, hij wordt tot 25 cm groot.

## Leefwijze
Hij eet vooral insecten en larven.

## Verspreiding en leefgebied
Deze soort komt voor op Malakka en de Grote Sunda-eilanden.
Zijn natuurlijke habitat is subtropische of tropische, vochtige laaglandbossen.
De soort telt drie ondersoorten:
- P. p. observandus: zuidelijk Myanmar, Malakka, Sumatra en Borneo.
- P. p. soligae: Nias (nabij noordwestelijk Sumatra).
- P. p. puniceus: Java.

## Status
De grootte van de populatie is niet gekwantificeerd maar de soort wordt omschreven als vrij algemeen. Op de Rode lijst van de IUCN heeft deze soort de status niet bedreigd.
Japanse groene specht (P. awokera) ·
grijskopspecht (P. canus) ·
kleine geelkuifspecht (P. chlorolophus) ·
Sumatraanse grijskopspecht (P. dedemi) ·
zwartkopspecht (P. erythropygius) ·
vuurvleugelspecht (P. puniceus) ·
roodkraagspecht (P. rabieri) ·
Iberische groene specht (P. sharpei) ·
geschubde groene specht (P. squamatus) ·
Levaillants specht (P. vaillantii) ·
Birmese schubbuikspecht (P. viridanus) ·
groene specht (P. viridis) ·
grote schubbuikspecht (P. vittatus) ·
kleine schubbuikspecht (P. xanthopygaeus)